# فوبار2000
فوبار2000 (بالإنجليزية: Foobar2000)‏ هو مشغل صوتيات مجَّانيِّ، طوِّر في عام 2002، يتميز بتصميمه المعياري وواجهة المُستخدم القابلة للتخصيص. وقد أصبح مُتاحًا مؤخَّرًا للتحميل من متجر مايكروسوفت لأنظمة مايكروسوفت ويندوز.

## استخدامات
يُمكن استخدام البرنامج كمحول تنسيق الملف ‏. حيث يتم تحديد الملف (أو الملفات) ثُمَّ النقر بزر الفأرة الأيمن عليها، ثُمَّ النقر فوق تحويل (بالإنجليزية: Convert)‏؛ ثُمَّ استخدام الخيارات الافتراضيَّة أو الإعدادات المُستخدمة (الأخيرة)، أو فقط النقر فوق النقاط الثلاث وتحديد جميع معلمات الملف، مثل نوعه ومُعدَّل البتَّات الخاصة به، وحتى خيارات معالجة الصوت الرقمي.

## تاريخ
أُصدر فوبار2000 لأوَّل مرة في عام 2002 وتم تطويره بواسطة بيتر باولوسكي (بالإنجليزية: Peter Pawłowski)‏، الذي عمل سابقًا في شركة نولسوفت [الإنجليزية] وطور ملحقات لبرنامج وين أمب.